# Tango (1980)
Der Film Tango ist ein Animationsfilm von 1980, der im Studio Se-ma-for in Łódź gedreht wurde.

## Handlung
Die Kameraperspektive verändert sich nicht und zeigt einen Raum, in dem unterschiedliche Menschen verschiedenen Tätigkeiten nachgehen. Im Zimmer befinden sich ein Bett, ein Tisch, Stühle und ein Schrank. Die erste Bewegung im Film ist ein Ball, der durch das Fenster in den Raum springt und von einem Jungen zurückgeholt wird. Nach und nach kommen weitere Personen in den Raum und gehen unterschiedlichen Tätigkeiten nach, wobei sich Abläufe immer wiederholen und jeweils weitere Personen erscheinen. So werden unter anderem ein junges Liebespaar, ein Junge mit Luftballon, eine alte Frau und ein Sportler gezeigt. Die Menschen gehen aneinander vorbei und interagieren nicht. Man hört Tango als auch einzelne Geräusche wie z. B. Babyweinen, Schrei von fallendem Mann etc.

## Kritiken
Mitternachtskino schreibt: „Tango ist eine unglaublich lebendige, unterhaltsame Collage aus Live-Action-Ausschnitten, die Rybczynski wie gewohnt technisch nahezu perfekt umsetzt. Ein grandioses Werk Animationskunst, und sicherlich einer der schönsten, abwechslungsreichsten Kurzfilme seiner Art.“

## Auszeichnungen
1981 erhielt der Film den Sonderpreis der FIPRESCI in Oberhausen. Im selben Jahr erhielt er den bronzenen Lajkonik auf dem Internationalen Kurzfilmfestival in Krakau für die Musik. 1982 wurde der Film beim Tampere International Short Film Festival für die beste Animation ausgezeichnet und in Ottawa erhielt er den Preis für den Experimentalfilm. 1983 erhielt er als erster polnischer Film einen Oscar. Zuvor hatte Polen zwei Oscars für Filmmusiken erhalten. Verliehen wurde er für den besten animierten Kurzfilm.

## Auswirkungen
Der Film bedeutete das Ende der Arbeit von Rybczyński mit dem Studio Se-ma-for. Trotz des Kriegsrechts in Polen durfte er in die USA reisen, um den Oscar in Empfang zu nehmen, und kehrte nicht zurück.